# Romano Mattè
Romano Mattè (né à Trente, le 17 janvier 1939) est un footballeur italien (défenseur), devenu entraîneur de football, qui a dirigé des clubs italiens et deux sélections (Indonésie et Mali). Il a été professeur d'éducation physique.